# Ornithopsis
L'ornitopside ("faccia da uccello") era un sauropode appartenente ai titanosauriformi che visse in Europa durante il Cretaceo.Descritto da Harry Seeley nel 1870, è stato per un po' di tempo identificato come una specie del Pelorosaurus, ma recenti studi dimostrano che l'Ornithopsis era una specie singola.

## Specie
L'Ornithopsis è attualmente descritto con una sola specie, O.hulkei, mentre una seconda probabile specie, O. eucamerotus, è per ora identificata come un nomen dubium, o almeno, appartenente a qualche tipo di titanosauri.